# Ampelocissus complanata
Ampelocissus complanata är en vinväxtart som beskrevs av A. Latiff. Ampelocissus complanata ingår i släktet Ampelocissus och familjen vinväxter. Inga underarter finns listade i Catalogue of Life.